# Estadio Gozo
El Estadio Gozo (en maltés: Il-Grawnd t'Għawdex)es el estadio deportivo más importante de la isla de Gozo en Malta ubicado en la ciudad de Xewkija.

## Historia
El estadio fue construido en 1936 en conmemoración del 25 aniversario de la coronación del Rey Jorge V del Reino Unido, por lo que el estadio fue inaugurado como Silver Jubilee Ground y en su inauguración solo contaba con una gradería.
Luego de su primera renovación en 1975 le fue construida una segunda gradería. En su segunda renovación en 1995 le fue colocado el césped por encima de la superficie arenosa de sus primeros años, y pasó a tener su nombre actual, siendo actualmente el único estado en la isla de Gozo en contar con césped natural.